# チョコの山
チョコの山（チョコのやま）は、山崎製パンが販売していた菓子パンである。

## 概要
2009年2月に販売開始。発売から1年間で約1300万個を出荷した。一口サイズにカットした食パンのミミをオーブンで焼き上げ、ベルギー産のチョコレートをかけたもの。
チョコの山のネーミングは、チョコレートをかけた食パンのミミを積み上げ、山のように見立てていることからきている。
チョコの山で使用されている食パンの耳はランチパックで製造する際に出たものである。ランチパックの食パンの耳を活用するアイデアから誕生した。
長らく製造・販売が中止されていたが、2018年12月26日〜2019年2月28日に期間限定で"The平成のヒット商品シリーズ"と題し、「ヴィエノワーズ」、「サクリスタン」、「ドーワッツ」とともに復刻販売された。復刻版は2019年2月7日までに約200万個を出荷した。